# أمراء سيرينديب الثلاثة
أمراء سيرنديب الثلاثة هي النسخة الإنجليزية من قصة Peregrinaggio di tre giovani Figliuoli del re di Serendippo  التي نشرها ميشيل تراميزينو في البندقية عام 1557. ادعى تراميزينو أنه سمع القصة من كريستوفورو أرمينو ، الذي ترجم الحكاية الخيالية الفارسية إلى الإيطالية، مقتبسًا الكتاب الأول من كتاب أمير خسرو هاشت بيهشت  لعام 1302. وصلت القصة لأول مرة إلى اللغة الإنجليزية عبر ترجمة فرنسية، وهي موجودة الآن في العديد من الترجمات التي نفدت طبعتها.    سيرينديب هو الاسم الفارسي الكلاسيكي لسريلانكا (سيلان) . 
أصبحت القصة معروفة في العالم الناطق باللغة الإنجليزية باعتبارها مصدر كلمة الصدفة ، التي صاغها هوراس والبول بسبب تذكره لجزء من "الحكاية الخيالية السخيفة" التي يميز فيها الأمراء الثلاثة "بالصدفة والفطنة" طبيعة الجمل الضائع.  في خط نسب منفصل، استخدم فولتير القصة في كتابه زاديج عام 1747، ومن خلال هذا ساهم في تطور الخيال البوليسي والفهم الذاتي للمنهج العلمي . هناك نظرية مفادها أن أمراء سيرينديب أو سريلانكا الثلاثة يمكن أن يكونوا ملوك شيرا وتشولا وبانديان الذين حكموا سريلانكا.